# Эмилия Ольденбургская
Эми́лия Ольденбу́ргская (нем. Emilie von Oldenburg), или Эми́лия Анто́ния О́льденбург-Дельменхо́рстская (нем. Emilie Antonia von Oldenburg-Delmenhorst; 15 июня 1614, Дельменхорст, Графство Дельменхорст — 4 декабря 1670, Рудольштадт, Графство Шварцбург-Рудольштадт) — принцесса из Ольденбургского дома, дочь графа Ольденбурга и Дельменхорста Антона II. Супруга графа Людвига Гюнтера I; в замужестве — графиня Шварцбург-Рудольштадта.
С 1646 по 1662 год исполняла обязанности регента при несовершеннолетнем наследнике, сыне Альберте Антоне. Восстановила экономику Шварцбург-Рудольштадта, пострадавшую во время Тридцатилетней войны.

## Семья и ранние годы
Эмилия Антония родилась в Дельменхорсте 15 июня 1614 года. Она была дочерью Антона II, графа Дельменхорста из дома Ольденбурга и Сибиллы Елизаветы Брауншвейг-Данненбергской, дочери Генриха, герцога Брауншвейг-Данненберга и князя Люнебурга.

## Брак и потомство
4 февраля 1638 года Эмилия Антония сочеталась браком с Людвигом Гюнтером I (27.06.1571 — 4.11.1646), графом Шварцбург-Рудольштадта. В браке у супругов родились пятеро детей:
- София Юлиана[нем.] (03.03.1639 — 14.12.1672), графиня Шварцбург-Рудольштадтская, умерла, заразившись корью;
- Людмила Елизавета (7.04.1640 — 12.03.1672), графиня Шварцбург-Рудольштадтская, религиозная поэтесса, умерла, заразившись корью;
- Альберт Антон (2.03.1641 — 15/20[1].12.1710), с 1646 года граф, а с 1692 года князь Шварцбург-Рудольштадта;
- Кристиана Магдалина (28.11.1642 — 12.03.1672), графиня Шварцбург-Рудольштадтская, умерла, заразившись корью;
- Мария Сусанна (07.01.1646 — 06.10.1688), графиня Шварцбург-Рудольштадтская.

## Регент
Овдовев в 1646 году, Эмилия Антония заняла место регента при несовершеннолетнем сыне. Первые годы её правления совпали с завершающей фазой Тридцатилетней войны, во время которой Шварцбург-Рудольштадт сильно пострадал от действий бродячих солдат и военных на постое. Эмилия Антония приложила немало усилий, чтобы уменьшить материальный ущерб и защитить подданных. В 1647 году император Фердинанд III взял под защиту Шварцбург-Рудольштадт. Его указ оградил феод от нападений со стороны Имперской армии, но приграничные районы графства продолжали страдать от действий дезертиров. Урон графству причинила и прошедшая по его территории Шведская армия. В письме к королеве Швеции Кристине I Эмилия Антония потребовала компенсации, но требование вдовствующей графини осталось без ответа.
В 1648 году война закончилась Вестфальским миром. Хотя Шварцбург-Рудольштадт не подвергался прямым атакам, нанесённый феоду ущерб был огромен. В результате налогов, которые феод должен был платить, и расходов, понесённых на содержание проходивших и расквартированных на его территории военных, долг графства достиг суммы в 50 000 рейхсталеров. В то же время доходы от лесного хозяйства и добычи полезных ископаемых резко упали. Главным делом для Эмилии Антонии после 1648 года стало восстановление экономики Шварцбург-Рудольштадта, и она с ней успешно справилась.
Графиня воспитывала своих детей в духе церковного благочестия, согласно правилам Добродетельного общества, женского аналога Плодоносного общества. С этой целью она назначила к ним наставником учёного Агасфера Фрича, предоставив ему должность гофмейстера; позднее он получил место канцлера графства.

## Поздние годы
В 1662 году Эмилия Антония передала правление совершеннолетнему сыну. В следующем году она перенесла свою резиденцию в замок Кёниц. Эмилия Антония умерла 4 декабря 1670 года в замке Фриденсбург, в Лейтенберге. В проповеди во время её похорон генеральный суперинтендант Юстус Зёффинг назвал покойную графиню «шварцбургской Юдифью». Таким образом, стойкость и мужество Эмилии Антонии, проявленные ею во время Тридцатилетней войны в отстаивании интересов Шварцбурга, была приравнена проповедником к деяниям библейской Юдифи, которая защищала свою родину от нападения вражеской армии.